# Kamenz
Kamenz, in alto sorabo Kamjenc, è una città di 17 015 abitanti del libero stato della Sassonia, in Germania, appartenente al circondario di Bautzen.
Kamenz si fregia del titolo di "Grande città circondariale" (Große Kreisstadt).
Il territorio comunale è attraversato dal fiume Elster Nera.

## Storia
Appartiene al circondario (Landkreis) di Bautzen e fino al 1º agosto 2008 è stato il capoluogo del circondario omonimo.

## Amministrazione

### Gemellaggi
- Alzey,  Rheinhessen, dal 1990